# Nicolaas van Beek
Nicolaas van Beek (Den Haag, 3 mei 1938 – Bronkhorst, 16 september 2023) was een Nederlands beeldend kunstenaar die actief was als sieraadontwerper.

## Biografie
Van Beek volgde een opleiding aan de Academie voor Beeldende Kunst en Kunstnijverheid te Arnhem (1967-1969), waar hij les kreeg van onder anderen Franck Ligtelijn.
In zijn werk onderzocht Van Beek vorm; daartoe bewerkt hij platen aluminium, zilver of staal onder meer door ze te verzagen en te verbuigen.
Na 1975 maakte Van Beek in plaats van sieraden meer ruimtelijk werk. De eis van draagbaarheid van een sieraad vond hij te beperkend.
Van Beek gaf les op de Academie Minerva te Groningen.

## Tentoonstellingen (selectie)
- 1970 - Nicolaas van Beek sieraden, Stedelijk Museum Amsterdam